# Adele Bei
Adele Bei Ciufoli, née Bei le 4 mai 1904 à Cantiano et morte le 15 octobre 1976 à Rome, est une syndicaliste et femme politique italienne. Elle est  élue à l'Assemblée constituante de la République italienne en 1946 et fait partie du premier groupe de femmes députées en Italie. Elle est ensuite nommée au Sénat de la République italienne en 1948 où elle fait partie des premières femmes sénatrices italiennes.

## Biographie

### Jeunesse
Adele Bei naît à Cantiano en 1904, d'Angela Broccoli et de Davide Bei, bûcheron. Elle est la troisième d'une fratrie de onze enfants. Sa famille étant pauvre, elle commence à travailler comme ouvrière agricole à l'âge de 12 ans. Elle rencontre Domenico Ciufoli, membre fondateur du Parti communiste italien. Ils se marient le 29 octobre 1922.
Après l'arrivée au pouvoir de Benito Mussolini, le couple quitte l'Italie en 1923 pour s'installer en Belgique. À la suite de la naissance de leur fille Angela en juin 1924, la famille déménage au Luxembourg. Leur fils, Ferrero, naît en 1926 et la famille s'installe en France, d'abord à Marseille puis à Paris.

### Militantisme et carrière politique
Adele rejoint le Parti communiste italien en 1931. Sous le nom de Battistella, elle participe à la diffusion du journal clandestin L'Operaia (« La travailleuse ») et effectue des voyages clandestins en Italie pour mener des activités de liaison. Elle est envoyée à Rome en 1933, mais est arrêtée et condamnée l'année suivante à dix-huit ans de prison par le Tribunal spécial pour la sécurité de l'État,. Elle passe sept ans et demi en prison à Pérouse, puis deux ans et demi en résidence surveillée à Ventotene avant d'être libérée en août 1943 après la destitution de Mussolini,. Pendant qu'elle est en prison et que Domenico est impliqué dans les activités du Parti communiste à Moscou et à Paris, les enfants du couple sont hébergés au Foyer international pour enfants d'Ivanovo en Russie. Domenico est arrêté en 1939 et passe la Seconde Guerre mondiale dans le camp de concentration de Buchenwald.
Après sa libération, Adele reprend ses activités au sein du Parti communiste et participe à la résistance à la République sociale italienne à Rome. En 1945, elle se rend en Union soviétique dans le cadre d'une délégation syndicale et ramène ses enfants en Italie. Ferrero décède peu de temps après son déménagement en Italie et, à la même époque, Adele se sépare de Domenico,.
Plus tard en 1945, Adele Bei est désigné par la CGIL pour siéger à la Consulta Nazionale. Elle est ensuite candidate du Parti communiste  lors des élections constituantes italiennes de 1946 et devient l'une des 21 premières femmes élues,, elle participe à la Commissione per l'esame dei disegni di legge (« Commission pour l'examen des projets de loi ») en tant que secrétaire de commission. Après les élections parlementaires italiennes de 1948, elle est nommée au Sénat en tant que « sénatrice de droit », un poste réservé aux membres de l'Assemblée constituante qui avaient été emprisonnés pendant cinq ans ou plus, ou qui avaient occupé des fonctions avant l'arrivée au pouvoir de Mussolini. Au Sénat, elle est membre de la Commissione lavoro, emigrazione e previdenza sociale (« Commission travail, émigration et sécurité sociale ») jusqu'à la fin de son mandat en 1953.
Elle se présente avec succès comme candidate du Parti communiste à la Chambre des députés lors des élections de 1953. Lors de cette législature, elle est membre de la Commissione Lavoro - emigrazione - cooperazione - previdenza e assistenza sociale - assistenza post-bellica - igiene e sanità pubblica (« Commission du travail - émigration - coopération - sécurité et assistance sociale - assistance d'après-guerre - hygiène et santé publique »). Elle est réélue en 1958, mandat qu'elle occupera jusqu'en 1963. Lors de cette législature, elle est membre de la Commissione finanze e tesoro (« Commission des finances et du trésor ») et de la Commissione Difesa (« Commission de la défense »).

### Syndicalisme

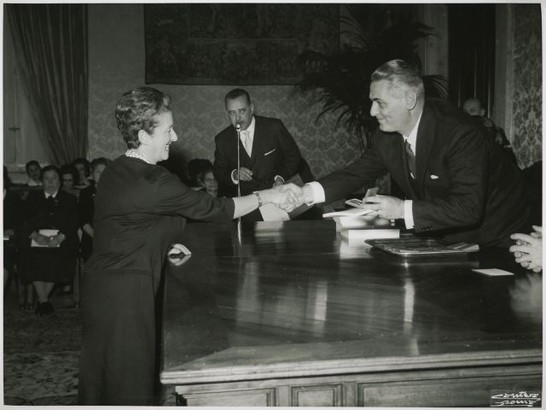
Adele Bei saluée par le président de la Chambre des députés lors des 20 ans du droits de votes des femmes.

L'engagement syndicale d'Adele Bei débute après la libération de Rome en 1944. Elle devient chef de la commission consultative des femmes de la Confédération générale italienne du travail (CGIL) et fait partie des fondatrices de l'Union des femmes en Italie.
En 1952, elle devient secrétaire du Sindacato nazionale tabacchine (« Syndicat national des buralistes »). Elle perd son poste au congrès nationale en 1960 alors que le syndicat est en train de perdre son autonomie à la suite de son absorption au sein de la FILZIAT.
Après 1963, elle n'a plus de mandat politique ou syndicale. Elle continue a milité au sein du Parti communiste italien. En 1965, elle est présente à la Chambre des députés pour célébrer les 20 ans du droits de vote accordé aux femmes italiennes. En 1972, elle est nommée au conseil exécutif de l'Association Nationale des Politiciens Antifasciste Persécutés.
Elle meurt à Rome le 15 octobre 1976 à l'âge de 72 ans.